# Колычёвский сельский округ (Егорьевский район)
Колычевский сельский округ — упразднённая административно-территориальная единица, существовавшая на территории Егорьевского района Московской области в 1994—2006 годах.
Сазоновский сельсовет был образован в первые годы советской власти. По данным 1923 года он входил в состав Колычёвской волости Егорьевского уезда Московской губернии.
В 1925 году Сазоновский с/с был присоединён к Тимшинскому с/с, но уже в 1926 году восстановлен вновь.
В 1927 году Сазоновский с/с был переименован в Колычевский сельсовет, но в 1929 году вновь стал Сазоновским.
В 1926 году Сазоновский с/с включал село Колычёво, деревни Зайцево, Кузьминки, Родионовка и Сазоново, инвалидный дом Страховик, Сазоновский хутор и 2 лесные сторожки — Струны и Котомово Большое.
В 1929 году Сазоновский и Троицкий с/с были объединены в Колычевский с/с, который был отнесён к Егорьевскому району Орехово-Зуевского округа Московской области.
17 июля 1939 года к Колычевскому с/с был присоединён Тимшинский с/с (селение Тимшино.
30 августа 1940 года из Колычевского с/с в черту рабочего посёлка Фосфоритный был передан населённый пункт при Мехлеспункте.
14 июня 1954 года к Колычевскому с/с был присоединён Михалевский с/с.
1 февраля 1963 года Егорьевский район был упразднён и Колычевский с/с вошёл в Егорьевский сельский район. 11 января 1965 года Колычевский с/с был передан в восстановленный Егорьевский район.
3 февраля 1994 года Колычевский с/с был преобразован в Колычевский сельский округ.
19 июля 2004 года в Колычевском с/с был образован новый населённый пункт — деревня Брёховская.
В ходе муниципальной реформы 2004—2005 годов Колычевский сельский округ прекратил своё существование как муниципальная единица. При этом все его населённые пункты были переданы в городское поселение Егорьевск.
29 ноября 2006 года Колычевский сельский округ исключён из учётных данных административно-территориальных и территориальных единиц Московской области.